# Équatoria (bande dessinée)
Pour les articles homonymes, voir Équatoria (homonymie).
Équatoria est un album de bande dessinée, de la série Corto Maltese. Publié en 2017, il est le deuxième des auteurs Juan Díaz Canales et Ruben Pellejero repreneurs de la série après la mort de Hugo Pratt. Il montre le marin maltais Corto Maltese sur les traces du royaume du prêtre Jean, puis traversant l'Afrique jusqu'en Équatoria.
Chronologiquement, son action se situe avant la plupart des autres épisodes de la saga, avant même La Ballade de la Mer salée ; pour autant on ne peut pas le considérer comme un préquel, car il n'éclaire aucune zone d'ombre de la série.

## Résumé
À Venise, en 1911, Corto Maltese rencontre une journaliste britannique pour le National Geographic, Aïda. Il lui parle du royaume du prêtre Jean et l'invite à partir avec lui à Malte à la recherche du miroir de ce prêtre. 
N'ayant pu débarquer à Malte, ils arrivent en Égypte, à Alexandrie. Corto Maltese y fait plusieurs rencontres et déjoue un attentat contre Winston Churchill pour sauver la vie d'Aïda qui l'interviewait. 
Ils embarquent tous deux sur le bateau d'Henry de Monfreid, avec qui Aïda décide de rester pour un reportage sur ses aventures, pendant que Corto débarque avec une esclave à Zanzibar. Il y rencontre l'ancien trafiquant Tippo Tip, qui finance une expédition pour que la fille d'Emin Pacha puisse retrouver les restes de son père en Équatoria, à Wadelai (en), où il était gouverneur. Maltese dirige l'expédition. Malgré les turpitudes dues aux colonialistes britanniques, il mène à bien sa mission.

## Analyse

### Personnalités historiques
Comme dans d'autres épisodes de la série, Corto Maltese croise maintes personnalités historiques :
- Le poète grec Constantin Cavafy, dans sa ville natale d'Alexandrie ;
- L'homme d’État britannique Winston Churchill ;
- L'aventurier et écrivain français Henry de Monfreid[a] ;
- Hamed el Marjebi dit « Tippo Tip », marchand d'esclave tanzanien de Zanzibar réputé mort en 1905 ;
- Richard Meinertzhagen, officier et ornithologue britannique.

D'autres personnalités sont seulement évoquées, en particulier :
- Le poète britannique Lord Byron ;
- Emin Pacha (aka Eduard Schnitzer), médecin, naturaliste, explorateur allemand, et gouverneur de la province égyptienne d'Équatoria sur le haut Nil.

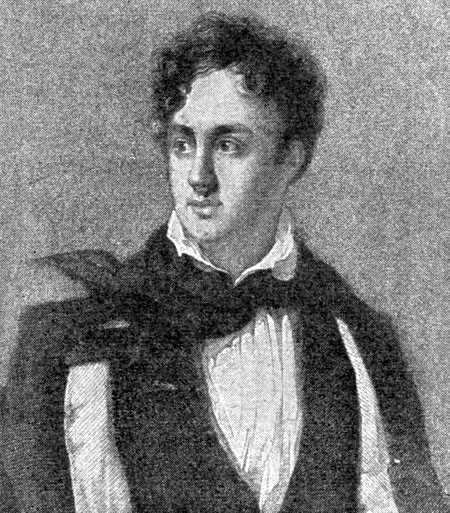
Lord Byron
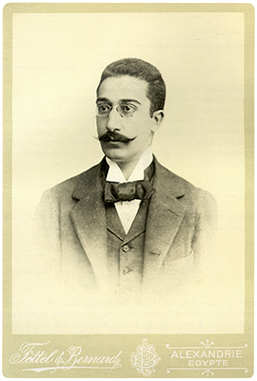
Constantin Cavafy, vers 1900 à Alexandrie.
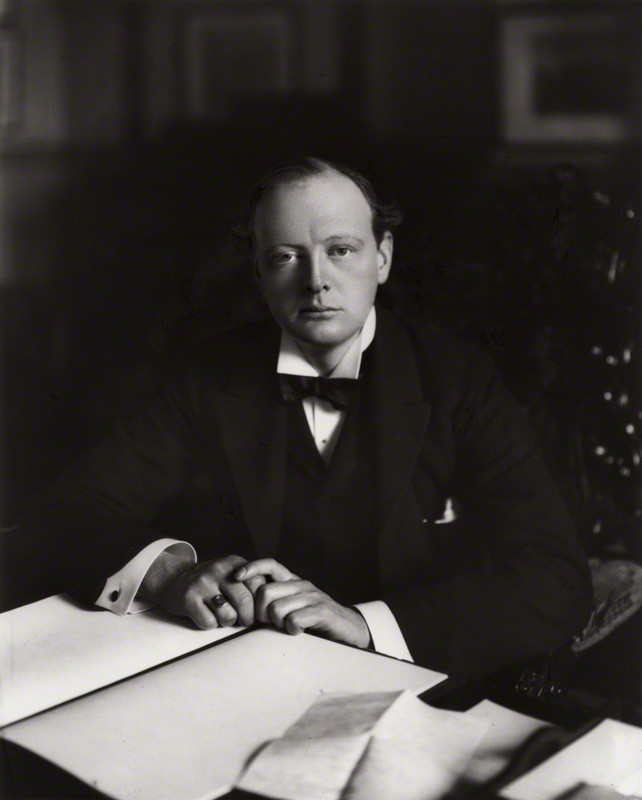
Winston Churchill en 1911.
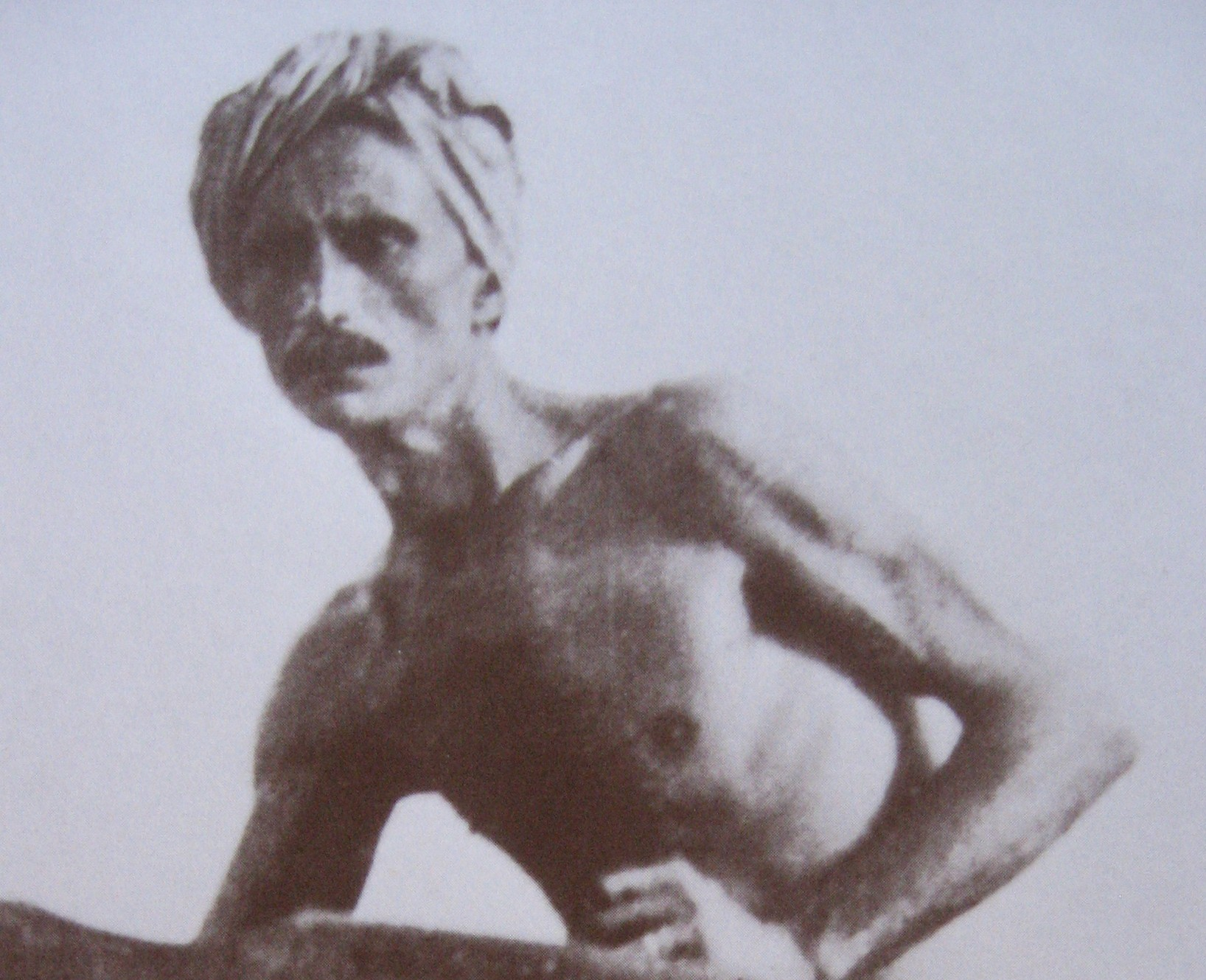
Photo de Henry de Monfreid, tirée du film centré sur ses aventures tourné en 1937 dans lequel il jouait son propre personnage.
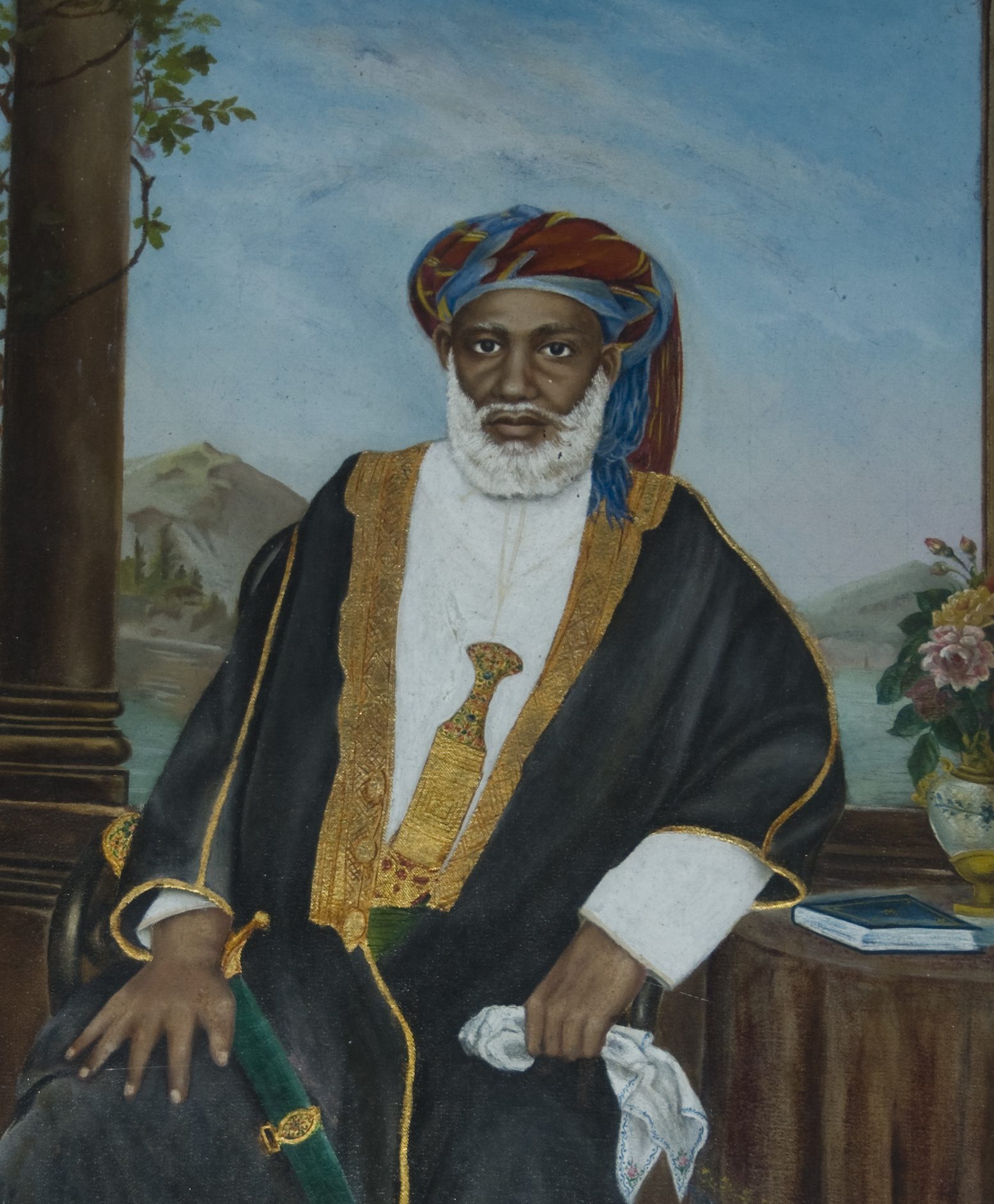
Portrait de Tippo Tip un commerçant d'esclaves Zanzibari, House of Wonders, Zanzibar.
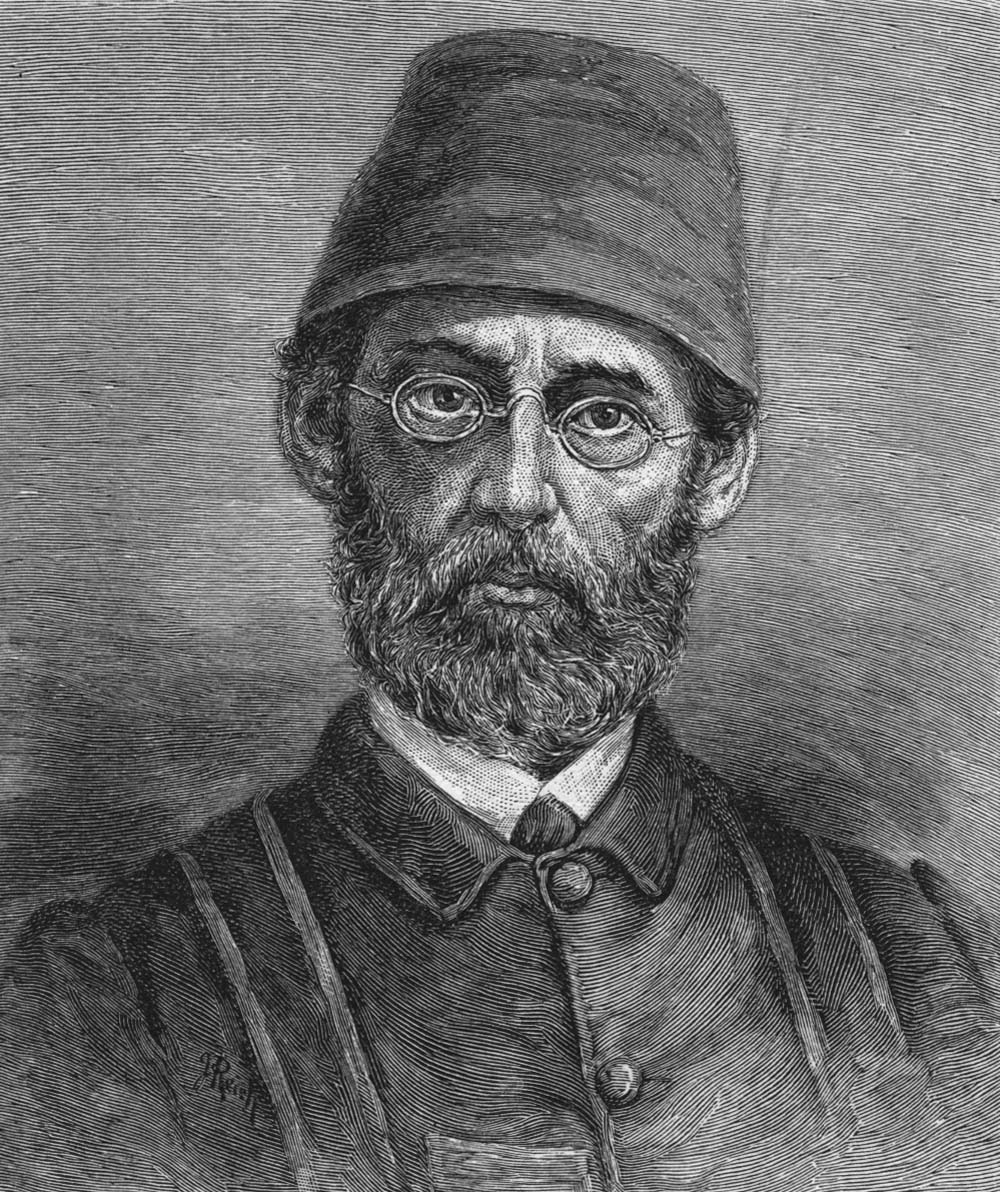
Emin Pasha, dans In Darkest Africa, Henry Morton Stanley, publié en 1890.
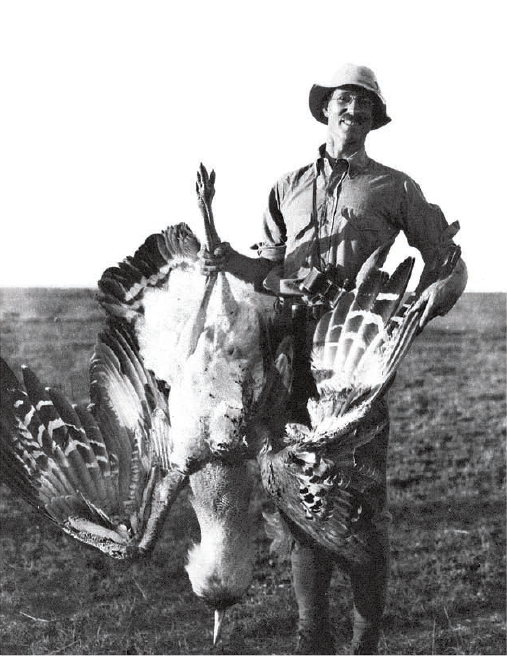
Richard Meinertzhagen posant avec une Outarde kori à Nairobi, Kenya, en 1915.

### Allusions littéraires
L'histoire est ponctuée d’allusions littéraires plus ou moins discrètes :
- À Venise, Corto évoque à Aïda la vie de Lord Byron dans cette ville. Celui-ci séjourna un temps dans un des Palais Mocenigo, de 1816 à 1819. Le marin indique qu'à quelques mètres de là se trouvait la boutique de tailleur du mari d'une des maîtresse du poète, qu'on surnommait ironiquement "Il Corno", à la Piscina (it) de Frezzaria (it). L'artiste aimait également fréquenter le monastère arménien situé sur l'île San Lazzaro degli Armeni. C'est là où il découvre la culture arménienne, qui le passionnera par la suite.
- Dans le train parcourant le Kenya, Corto lit  The Golden Bough (Le Rameau d'or), étude comparative de la mythologie et de la religion publiée par l'anthropologue écossais James George Frazer.
- Lorsque le militaire Tenton évoque son Cumberland natal, il cite les poètes anglais Samuel Taylor Coleridge et William Woodsworth.

### Allusions historiques
Comme les autres épisodes de Corto Maltese, celui-ci regorge d'allusions historiques diverses :

#### Le «Miroir du Prêtre Jean»
À Venise, Corto raconte à Aïda l'histoire d'un objet magique, le « Miroir du Prêtre Jean ». En 1165, à la suite de la défaite de la première croisade, circule en Europe une lettre adressée à l'Empereur de Byzance, signée par un certain prêtre Jean. Cet homme avait son royaume situé quelque part entre l'Afrique et l'Inde. Il dirigeait une armée puissante et redoutable domaines peuplés d'Amazones, de licornes et mille autres prodiges. Son principal trésor était un miroir magique, qui lui permettant d'observer n'importe quelle partie de son royaume. Selon le Maltais, Lord Byron, en fréquentant le monastère, découvrit un ouvrage qui lui permit d'en apprendre plus sur ce prêtre.

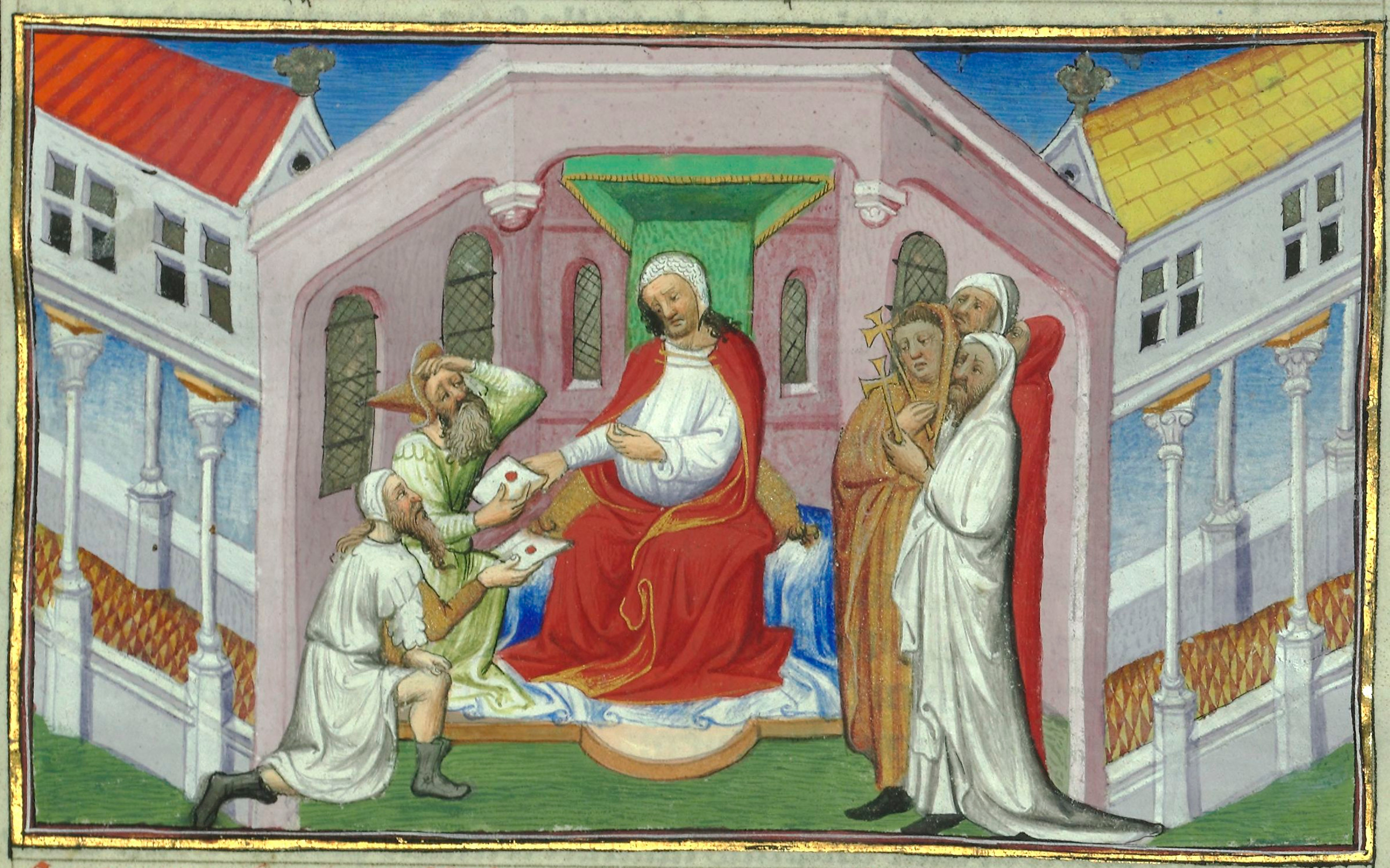
Représentation de Wang Khan (Toghril) sur une illustration du Livre des Merveilles de Marco Polo, XVe siècle.

Ce livre explique qu'il s'appelait Toghril et qu'il était un khan converti au christianisme nestorien. Ses dépouilles furent confiées au pape Innocent IV par le moine Jean de Plan Carpin. Ce dernier, qui fut un des premiers Européens à laisser un récit de voyage en Asie centrale, revenait alors de son voyage comme ambassadeur en Mongolie. Les reliques furent ensuite gardées dans un coffret recouvert d'argent et de pierres précieuses. Au fil du temps, les croyants commencèrent à attribuer des pouvoirs miraculeux au reliquaire, qui fut surnommé  « le Miroir du Prêtre ». Par la suite, le pape donna l'objet à l'Ordre de Malte, en remerciement pour sa résistance lors du Grand Siège de Malte contre les Ottomans en 1565. Corto décide alors de se rendre à Malte.
Plus tard, lors d'un rêve, il voit la silhouette de La Valette (capitale maltaise) prendre la forme d'une femme, qui lui révèle ce qu'est devenu le reliquaire. En mai 1798, Napoléon Bonaparte est en route pour la campagne d'Égypte, quand il s'empare de l'île. C'est ainsi que débute la brève occupation française de Malte, pendant laquelle les français, aux dires de la femme, se débarrassèrent des os du prêtre. Ils fondirent alors l'argent du reliquaire et ne laissèrent qu'une seule pierre précieuse, un saphir bleu, dont la piste s'est perdue à Alexandrie. À la suite de l'invasion de cette ville par les Britanniques, le bijou est manifestement passé de main en main, jusqu'à entrer en possession d'un officier anglais. Tippo Tip, qui cherchait à le récupérer, le lui acheta et le fit incruster dans une théière.

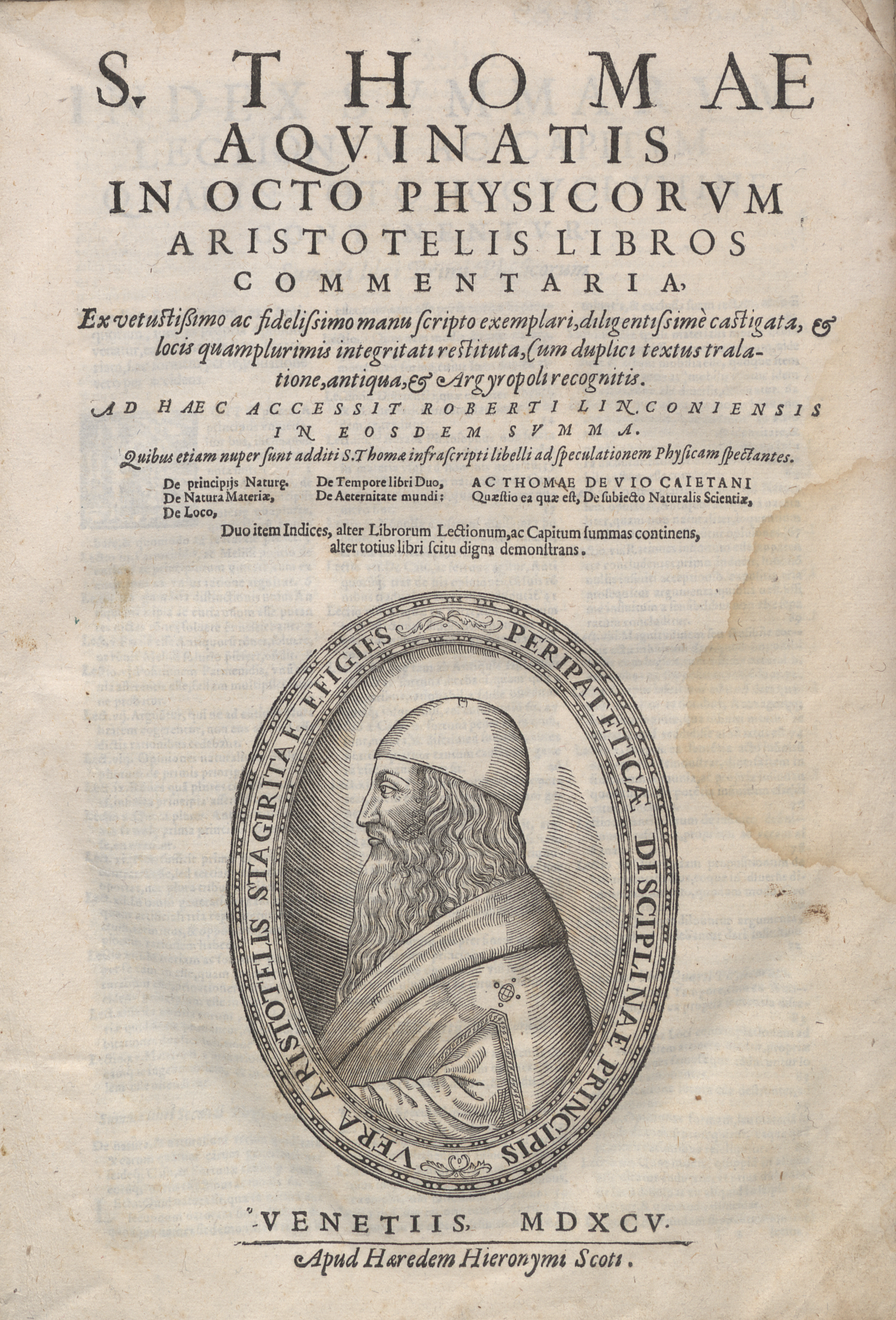
Super Physicam Aristotelis, 1595, exemple de Miroirs des princes.

L'homme l'offrit ensuite à Corto, qui l'emporta avec lui jusqu'en Équatoria. Mais l'esclave profita de son sommeil pour partir avec. Finalement, à la fin de l'aventure, le marin lit sur un paquebot un livre envoyé par son ami Constantin Cavafy. Intitulé « Speculum Presbyter Iohannes », il s'agit d'un codex datant du XIIIe s, que l'on croyait perdu. C'est ce qu'on appelle un « Specula principium » (Miroirs des princes) : il a pour but d'apprendre aux princes médiévaux comment bien gouverner. D'après le poète, ce document constitue le vrai « Miroir du Prêtre Jean », que Corto cherchait.

#### Alexandrie
À Alexandrie, Corto quitte la ville en empruntant les galeries des Catacombes de Kom El Shoqafa. Il s'agit du plus grand site funéraire romain d'Égypte connu à ce jour, construit à la fin du Ier siècle.

#### Emin Pacha
Bien qu'Emin Pacha n'apparaisse pas physiquement dans cette histoire, à l'époque de laquelle il est décédé, il y joue un rôle important. En effet, le Maltais accompagne sa fille Ferida dans une expédition jusqu'en Équatoria, afin de récupérer ses restes et les ramener dans sa Silésie natale. L'histoire de cette figure historique est brièvement racontée dans cet épisode par Tippo Tip. Né sous le nom d'Eduard Schnitzer, il fit partie de la résistance à la rébellion islamiste du Mahdi. Cet événement, qui débuta en 1881, secoua la région du Haut-Nil, coupant Equatoria du monde dès 1883. L'expédition de secours à Emin Pacha (1886 - 1889) fut dirigée par Henry Morton Stanley, ce qui permit de l'amener sain et sauf jusqu'à Zanzibar avec sa fille Ferida.
Mais en 1890, Emin Pacha envoya cette dernière en Allemagne, sous la garde d'une sœur. Puis, au service de la Compagnie de l'Afrique orientale allemande, il repartit en Afrique afin d'annexer de nouveaux territoires pour l'Empire du Kaiser. Seulement, au bout de plusieurs mois de mésaventures, son expédition a été décimée par les attaques de tribus hostiles et la malaria. Ce qui n'empêcha pas Emin de poursuivre son but... jusqu'à être tué à Kinena (État indépendant du Congo) par les soldats arabo-swahilis des marchands arabes d'esclaves de la région de Kibonge, sûrement le 28 octobre 1892.
En 1911, un trafiquant (sans doute un de ses meurtriers) révèle à Corto parti sur ses traces que ses fidèles compagnons ont enseveli son cœur sous un arbre et ont acheminé son corps séché avec du sel (comme pour David Livingstone) jusqu'à fort Wadelai, en Équatoria.

### Allusions à d'autres épisodes
Dans cette histoire se déroulant en 1911, Corto rencontre le lieutenant Tenton, du King's African Rifles. Il le reverra plus tard en Tanzanie dans l'histoire Les Hommes-léopards du Rufiji (histoire réalisée par Hugo Pratt, publiée dans le volume Les Éthiopiques), en 1918. Ce même militaire est également présent dans d'autres histoires de Pratt se déroulant en Afrique : Ann de la jungle et Les Scorpions du désert (série se déroulant au début des années 1940).

## Jugements sur l'album
Pour Olivier Delcroix, ce « nouvel épisode de l'aventurier charmeur » est « une grande réussite ». Dès le début de l'album, l'entrée en matière « surréaliste » emmène Maltese « vers des horizons aussi littéraires que poétiques ».
Anne Douhaire trouve aussi que c'est « une expédition BD réussie », avec une bonne dose d'aventure, et « ce qu'il faut de mystère et d'ésotérisme ». Elle juge le propos clair, l'intrigue bien menée et subtile.

## Publication
L'épisode est prépublié à partir du 27 juillet 2017 dans Le Figaro Magazine.
Il paraît en album en septembre suivant aux éditions Casterman, en deux versions : une version noir et blanc, et une version en couleurs.
- Juan Díaz Canales (scénario) et Rubén Pellejero (dessins et couleurs) (trad. Anne-Marie Ruiz), Équatoria, Casterman, 2017.